# (6252) Montevideo
(6252) Montevideo (1992 EV11) – planetoida z pasa głównego asteroid okrążająca Słońce w ciągu 4,95 lat w średniej odległości 2,9 j.a. Odkryta 6 marca 1992 roku.